# Rhizotrogus gracilis
Rhizotrogus gracilis är en skalbaggsart som beskrevs av Sylvain Auguste de Marseul 1878. Rhizotrogus gracilis ingår i släktet Rhizotrogus och familjen Melolonthidae. Inga underarter finns listade i Catalogue of Life.